# Ádám Ottó
Ádám Ottó (Kolozsvár, 1928. október 17. – Budapest, 2010. április 9.) Kossuth- és Jászai Mari-díjas magyar rendező, színigazgató, tanár, érdemes és kiváló művész.

## Életpályája
Konzervatív zsidó családban született, Kohn Gyula és Jakober Irén gyermekeként, Kohn Zsigmond néven. 1944-ben családjával a Bergen-belseni koncentrációs táborba deportálták. Miután hazatért, Kolozsvárott mint bölcsészhallgató pszichológiát tanult, majd átiratkozott az orvosi egyetemre. Két év után Budapestre ment, felvételizett a Színház- és Filmművészeti Főiskolára. 1952-ben rendezői szakon végzett. Tanulmányai befejeztével a Madách Színház szerződtette. 1953-ban lett a Szegedi Nemzeti Színház főrendezője. 1956-tól ismét a Madách Színház rendezője, később főrendezője, 1972-től 1989-ig, nyugalomba vonulásáig igazgatója volt. 1959 óta tanított a Színiakadémián. 1964-től rektorhelyettes, 2000 és 2003 között professor emeritus volt. 2010-ben hunyt el. A Farkasréti izraelita temetőben helyezték örök nyugalomra, ahol számos színész és rendező búcsúztatta.

## Magánélete
Felesége Kalmár Mária volt. Gyermekeik Ádám Ágnes (1952) és Ádám György (1955), menye Ádám Ráchel, unokája Ádám Eszter.

## Munkássága
A polgári humanizmus eszményeit a lírai, pszichológiai realizmus eszközeivel juttatta érvényre. Lényegi feladatának tekintette a magyar drámai hagyományok felfedezését, ápolását. Munkásságában központi szerep jutott Németh László drámáinak.

## Színházi rendezései
- Shakespeare: Hamlet
  - Othello (1971)
  - Othello (1973)
  - Szentivánéji álom
- Molière: Nők iskolája
  - Don Juan
- Gorkij: Éjjeli menedékhely
  - Vassza Zseleznova
  - Kispolgárok (1954)
  - Kispolgárok (1964)
  - Kispolgárok (1984)
  - Nyaralók
- Csehov: Cseresznyéskert
  - Ványa bácsi
  - Három nővér
  - Sirály
  - A medve
  - Leánykérés
  - Jubileum
- Gogol: A revizor
- Dürrenmatt: A nagy Romulus
- Miller: Pillantás a hídról
- Schiller: Ármány és szerelem
- Németh László: Mathiász panzió
  - Széchenyi
  - Bodnárné
  - Petőfi Mezőberényben
  - Az áruló
- Jókai: Holdkóros szerelmesek
- Bródy: A medikus

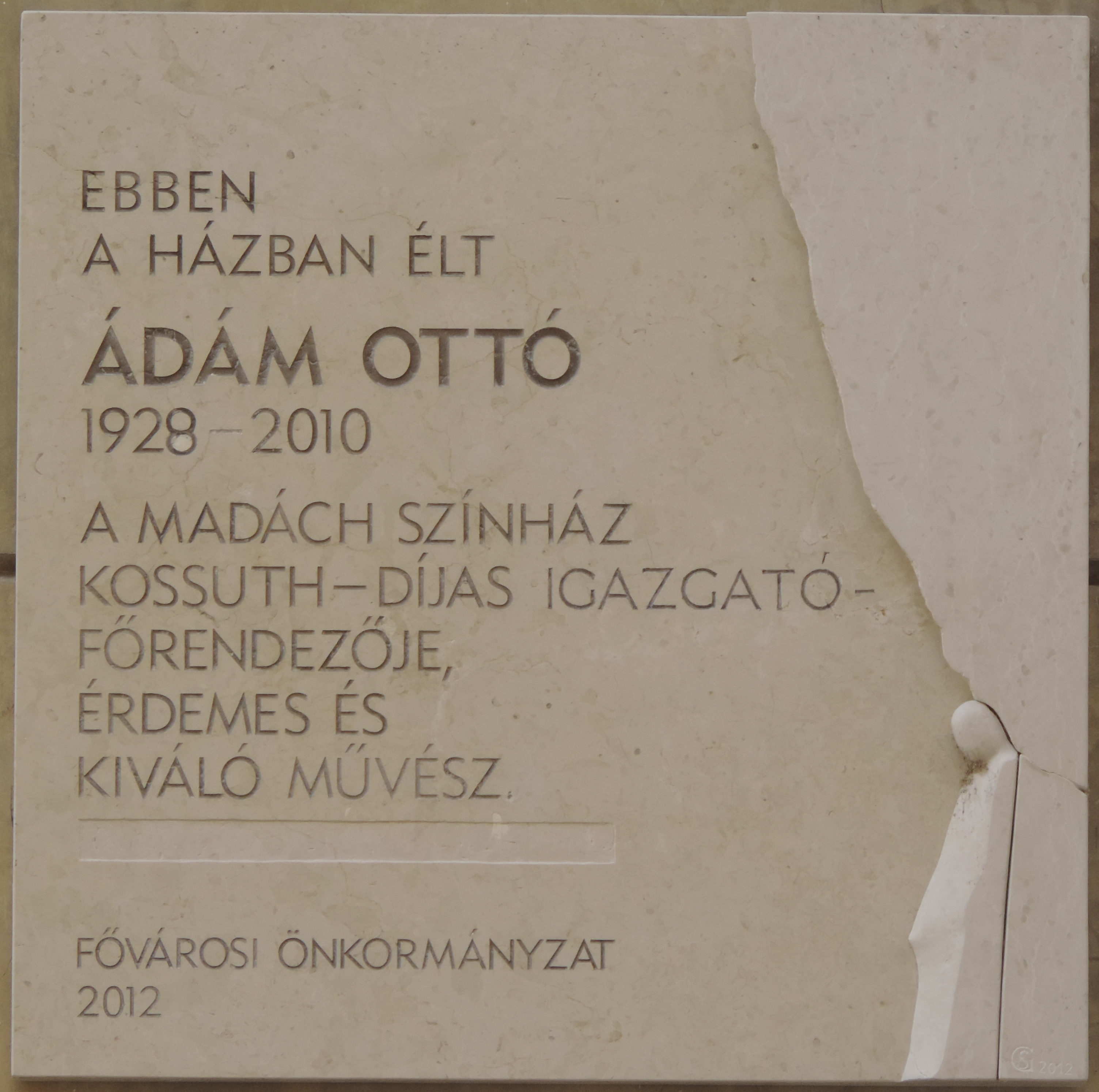
Ádám Ottó emléktáblája egykori lakhelyén, a Galamb utca 4. szám alatt

- Sütő András: Egy lócsiszár virágvasárnapja
  - Csillag a máglyán
- Csiky: Mákvirágok
- Szomory: II. Lajos király
  - Hermelin
- Vészi: Varjú doktor
- Kálmán: Csárdáskirálynő
- Mrożek: Ház a határon
- Görgey: Galopp a vérmezőn
- Gyurkovics: Fészekalja
- Háy Gyula: Isten, császár, paraszt
- Illyés Gyula: Sorsválasztók
- Móricz: Légy jó mindhalálig
- Szép Ernő: Patika
- Karinthy Ferenc: Hosszú weekend
  - Pesten
  - Budán
  - Gellérthegyi álmok
- Molnár Ferenc: A doktor úr
  - Üvegcipő
- Hubay: Ők tudják, mi a szerelem
  - Felismerés és búcsú
- Zelk: Az ezernevű lány
- Fehér Klára: Furcsa éjszaka
- Brecht: A kaukázusi krétakör
  - Koldusopera
  - A szecsuáni jólélek
- G. B. Shaw: Pygmalion
  - Sosem lehet tudni
  - Tanner John házassága
  - Az ördög cimborája
  - Warrenné mestersége
  - Olyan szép, hogy nem is lehet igaz
- Wilde: Bunbury
- Christie: Az egérfogó
- Neil Simon: Mezítláb a parkban
- Verdi: Álarcosbál
- Dickens: Copperfield Dávid
- Tennessee Williams: Hosszú búcsú
- Hervé: Nebáncsvirág
- Goodrich-Hackett: Anna Frank naplója
- Harwood: Az öltöztető
- Leigh: La Mancha lovagja
- Gibson: Libikóka
- Szophoklész: Oidipus király
- Kerr: Mary, Mary
- Kornejcsuk: Ukrajna sztyeppéin
- Kron: Halott hölgy
- De Filippo: Vannak még kísértetek
- Hartog: Családi ágy
- Sebastian: Névtelen csillag
- Török Tamás: Dél keresztje
- Mesterházi Lajos: Üzenet
- Panova: Búcsú a fehér éjszakáktól
- Büchner: Danton halála
- Mérimée: A művésznő hintaja
  - Menny és pokol
  - Az asszony-ördög
- Jones-Shmith: Ez fantasztikus

## Filmjei

### Játékfilmek
- Csillag a máglyán (1979)

### Tévéfilmek
- Ők tudják, mi a szerelem (1964)
- Csiribiri (1964)
- Egy, kettő, három (1967)
- Víz (1969)
- Zenés TV Színház
  - Weisgall: Az erősebb (1972)
  - Walton: A medve (1976)
  - Rimszkij-Korszakov: Mozart és Salieri (1986)
  - Pergolesi: A zenemester  (1989)
  - Sullivan: Esküdtszéki tárgyalás (1991)
- Az ördög cimborája (1973)
- Gellérthegyi álmok (1975)
- Galilei (1977)
- A két Bolyai (1978)
- Ők tudják, mi a szerelem (1983)
- II. József (1985)
- Villámfénynél (1986)

## Díjai
- Jászai Mari-díj (1954, 1960)
- Kossuth-díj (1965)
- Érdemes művész (1970)
- Kiváló művész (1979)
- A Magyar Köztársasági Érdemrend középkeresztje (1998)
- Táncsics Mihály életműdíj (2008)

## Emlékezete
2012. november 8-án tiszteletére emléktáblát avattak egykori otthonánál, az V. kerületi Galamb utca 4. szám alatt.